# Xingu (pel·lícula)
Xingu és una pel·lícula dramàtica brasilera del 2011 dirigida per Cao Hamburger amb un guió escrit per ell, Elena Soárez i Anna Muylaert. Protagonitzada per  João Miguel, Felipe Camargo i Caio Blat, la pel·lícula explica la trajectòria dels germans Villas-Bôas des del moment en què es van unir a l'expedició Roncador-Xingu, part de la Marcha para o Oeste de Getúlio Vargas, el 1943.
Va ser rodada a Tocantins, al parc indígena del Xingu, i al Gran São Paulo. La pel·lícula es va exhibir per primera vegada el 2011, al vuitè Festival de Cinema d'Amazonas. L'estrena oficial va tenir lloc el 6 d'abril de 2012. La pel·lícula va ser vista per uns 370.000 espectadors i va recaptar més de quatre milions de reals a taquilla. L'adaptació televisiva en quatre episodis es va emetre a Rede Globo entre el 25 i el 28 de desembre de 2012.

## Argument
Anys 1940. Tres joves germans decideixen viure una gran aventura. Orlando, 27, Cláudio, 25 i Leonardo, 23, els Germans Villas-Bôas, s'allistaren a l'Expedició Roncador-Xingu i van emprendre una missió pionera a través del Brasil Central. La saga comença amb l'encreuament del Rio das Mortes i aviat es converteixen en caps de l'empresa, implicant-se en la defensa dels pobles indígenes i de les seves diverses cultures, tot enregistrant-ho en un diari anomenat A Marcha para o Oeste.
Orlando, el més gran dels germans, és l'articulador entre les ètnies indígenes i el poder oficial, responsable de frenar les interferències externes. Claudio, en canvi, és el gran idealista i el més conscient de la contradicció de l'expedició: "Som l'antídot i el verí", diu. El més jove és Leonardo, vibrant i valent. Tot i això, les seves actituds poden afectar molt l'aventura dels germans.
En un viatge sense precedents en la història, amb batalles, 1.500 quilòmetres de senders oberts, mil quilòmetres de rius recorreguts, 19 aeròdroms oberts, 43 pobles i ciutats oberts i 14 tribus contactades, a més de les més de 200 crisis de malària, els germans Villas-Bôas van aconseguir fundar el 1961 el Parc indígena del Xingu, un parc ecològic i reserva indígena que, aleshores, era el més gran del món, de la mida d'un país com Bèlgica.
En l’aventura, els Villas-Bôas aconsegueixen passar pel territori xavante, d'indis i guerrers i valents sense baixes a banda i banda. Després es troben amb els kalapalo, els famosso i temuts que haurien matat l'explorador anglès Percy Fawcett. Però, malgrat tota l’aprehensió i contràriament al que imaginaven, els germans es van fer amics del gran xef Izarari i van quedar encantats amb la cultura i els costums locals. Encara no preveien que viurien allà la primera tragèdia de les seves vides: un brot de grip, provocat per ells mateixos, que gairebé va acabar amb tot l'aldea
En explicar l'aventura dels germans Xingu presenta la lluita per la creació del parc i per la salvació de tribus senceres que van transformar els Villas-Bôas en herois brasilers, amb problemes crònics del procés de formació brasilera.

## Repartiment
- João Miguel - Claudio Villas-Bôas
- Felipe Camargo - Orlando Villas-Bôas
- Caio Blat - Leonardo Villas-Bôas
- Maiarim Kaiabi - Prepori
- Awakari Tumã Kaiabi - Pionim
- Adana Kambeba - Kaiulu
- Tapaié Waurá - Izaquiri
- Totomai Yawalapiti - Guerreiro Kalapalo
- Maria Flor - Marina
- Augusto Madeira - Noel Nutels
- Fábio Lago - Bamburra

## Antecedents i producció
El pressupost de producció de la pel·lícula s’estima entre 14 i 16 milions de reals i, segons el director, l'associació amb Globo Filmes va ser fonamental perquè l'elevat cost de producció va ser possible. El rodatge va durar deu mesos i va tenir lloc a Tocantins i Parc indígena del Xingu, i Cao va dir que el temps que va estar al parc el va fer veure i sentir els indis d'una manera diferent. Algunes escenes també es van gravar a la Reserva do Morro Grande, a la Regió Metropolitana de São Paulo.
La pel·lícula es va produir a petició de la família Villas-Bôas. El fill d'Orlando, Noel Villas-Bôas, es va posar en contacte amb Fernando Meirelles, propietari de la productora O2 Filmes, que després va convidar a Cao Hamburger a dirigir-lo. Va dir que va decidir fer la pel·lícula perquè volia explicar la història dels germans Villas-Bôas al poble brasiler. Una història que, segons per a ell, "Brasil insisteix a amagar-se i menysprear". Per tal que pogués tenir un millor sentit de la història, la família li va oferir alguns arxius històrics i el llibre A Marcha para o Oeste, que va llegir i va trobar una "història fantàstica". Cao es va interessar pel tema, però va demanar a la família que es mantingués al marge de la producció de la pel·lícula. que hi ha poc material, perquè segons ell "és impossible entendre la raó per oblidar qui va canviar el paradigma de la política indigenista al país".
Durant la formulació del guió, que Cao va escriure amb Elena Soárez i Anna Muylaert, va dir que era clar que "la història s'havia d'explicar a partir de Claudio". Sobre els germans, va qualificar Claudio com a "utòpic" i Orlando com a "pràctic", dient que el primer era "el somiador que preveia la creació del parc" i l'altre "el negociador que prenia el somni del seu germà i el feia possible". També va dir que "els desafiaments als quals s'enfronten aquests homes, que no veien límits en els seus ideals, haurien de ser rescatats com a valors d'avui".

## Llançament i recepció

### Llançament
L'estrena mundial de la pel·lícula va tenir lloc a Manaus, durant la vuitena edició del Amazonas Film Festival, el 3 de novembre de 2011. Posteriorment, es va projectar al Festival Internacional de Cinema de Berlín, el febrer de 2012, i al vuitè Festival d'estiu de cinema internacional de Rio Grande do Sul, el 8 de març a Porto Alegre. També hi va haver estrenes el 29 de març de 2012 al Cine Livraria Cultura, a São Pauloi el 2 d'abril, al Cinemark Downtown, al barri Barra da Tijuca, a Rio de Janeiro. També fou seleccionat per l'11a edició del Festival de Cinema de Tribeca a Nova York. Des de la seva primera projecció, el 2011, els drets d'emissió de la pel·lícula ja s'havien venut a més de quinze països. Durant les nou setmanes que va estar en cartellera,  Xingu  va ser vista per 377.887 espectadors i va recaptar 3.898.283,67 reals.

### Recepció crítica
Luiz Zanin Orocchio del diari O Estado de S. Paulo va elogiar el fet que els Villas-Bôas no es presentin com a "éssers perfectes". També va elogiar l'actuació de João Miguel, dient que Claudio amb les seves incerteses seria el personatge més complex, "molt pel mèrit de l'actor". Luiz també va dir que "els indis, [en] el seu entorn, [amb] la seva manera de ser", es converteixen en els "personatges més grans". El G1 va dir que Xingu "supera dos obstacles importants, humanitzar cadascun dels germans i deixar clara la seva indiscutible defensa dels indígenes". El lloc també va dir que la pel·lícula té un gran mèrit, que és "aconsegueix parlar amb un públic nombrós sobre qüestions àrides, com la devastació i la matança de poblacions autòctones, sense banalitzar cap d'elles".
Orlando Margarido de la revista CartaCapital va dir que "un dels principis sobre els quals es basa la pel·lícula, si no el principal, són les diferents personalitats dels germans". Yuno Silva del diari Tribuna do Norte va elogiar la pel·lícula dient que "sorprèn i emociona" i que tot i que es basa en fets reals "ho fa no cau en la trampa de ser professoral ni deixa de banda el biaix de l'entreteniment". El crític de cinema Rubens Ewald Filho, va fer una crítica més negativa que la resta de crítics. Va dir que, tot i que era una pel·lícula "ben feta, ben feta", no era tan emocionant, ja que com a pel·lícula "fuig de les emocions". Segons ell, hi ha coses que no s'expliquen: "no sabem per què aquest amor pels indis, ni el que tenen de tan admirables" i quines coses passen, però que "res no va més enllà".

### Premis i nominacions
La pel·lícula va ser la tercera en la 14a edició del Premi del Públic pels títols de l'exposició Panorama atorgada durant el Festival de Cinema de Berlín. Xingu va competir per la millor pel·lícula al Festival celebrat a Oslo, Films from the South. a pel·lícula va ser nominada a cinc categories al 7è Premi Contigo de Cinema: "Millor pel·lícula", "Millor actor" (João Miguel), "Millor director (Cao Hamburger)," Millor fotografia "(Adriano Goldman) i" Millor banda sonora "(Beto Villares), però només va guanyar el de "Millor Fotografia".

## Adaptació televisiva
La producció d'una adaptació televisiva es va anunciar per primera vegada el 10 de desembre de 2012 durant una conferència de premsa celebrada a  Rio de Janeiro. El 25 de desembre de 2012, Rede Globo va estrenar una sèrie de televisió, encara que fou concebuda com a microsèrie. Una producció amb subtítol A Saga dos irmãos Villas-Boas, va durar quatre episodis, finalitzant el 28 de desembre. Xingu va ser editat pel director de la pel·lícula, Cao Hamburger, i Guel Arraes, que van afegir escenes no utilitzades a la pel·lícula, a més d'una introducció per a cada episodi. La sèrie també hi va haver una nova narració de João Miguel, que va dir que havia fet "una narració més madura". L'objectiu de crear una versió televisiva era, segons Gael, que l'obra arribés a un públic més gran i que "a la televisió aquesta història guanyés un enorme valor polític". Cao "espera que, amb l'exposició massiva a la televisió, més brasilers coneguin aquesta història de veritables herois gairebé oblidats". La sèrie va tenir bones qualificacions : al seu debut, "Xingu" va registrar 16 punts a Ibope i va obtenir una mitjana de 14 punts per episodi al Gran São Paulo. A finals de setembre 2014 Globo TV International ha anunciat que la minisèrie s'ha venut Polònia al canal TVN.